# MacOS 서버
macOS 서버(macOS Server, 이전 이름: 맥 OS X 서버, OS X Server)는 애플이 만든 유닉스 서버 운영 체제이다. 맥 OS X 서버는 데스크톱용 맥 OS X와 거의 비슷하지만, 워크 그룹 관리와 관리 소프트웨어 도구를 제공한다. 이 도구는 메일 전송 에이전트, 삼바 서버, LDAP 서버, DNS 서버 등의 네트워크 서비스로의 간단한 접근을 도와준다. 또한 웹 서버, 위키 서버, 채팅 서버, 달력 서버 등의 기타 서비스들을 관리하는 도구도 많이 포함되어 있다.
맥 OS X 서버는 애플이 디자인한 서버 컴퓨터인 Xserve의 기본 운영 체제이다. 또한 이 운영 체제는 맥 미니와 맥 프로에 기본으로 설치되어 있고, 기본 사양을 준수하는 모든 매킨토시 컴퓨터에 설치할 수 있다.

## 개요
맥 OS X 서버는 한 단체가 협업하고, 소통하고, 정보를 나눌 수 있게 해주는 서버 운영 체제이다. 이 운영 체제는 오픈 소스 운영 체제인 다윈에 기반해 있고. 오픈 기술 표준과 프로토콜을 주로 사용한다.
맥 OS X 서버는 파일 공유. 연락처 정보와 달력 공유, 이벤트 계획, 보안 인스턴트 메시지 전송, 라이브 화상 회의, 전자 메일 송수신, 위키에 공헌하고 덧글 달기, 회사의 블로그 만들기, 팟캐스트 제작과 배포, 웹 사이트 만들기 등을 할 수 있는 서비스와 응용 소프트웨어를 포함한다.

## 서버 관리 도구
맥 OS X 서버는 비 서버 맥에서도 설치될 수 있는 여러 설정 도구들을 포함하고 있다.
- 서버 관리
- 서버 설정
- 서버 어시스턴트
- 서버 모니터
- 시스템 이미지 유틸리티
- 워크그룹 관리자
- Xgrid 관리

## 버전

### 맥 OS X 서버 1.0 (랩소디)
맥 OS X 서버의 첫 버전은 맥 OS X 서버 1.0이다. 맥 OS X 서버 1.0은 오픈스텝과 맥 OS 8을 섞은 랩소디 5.3에 기반을 두고 있었다. GUI는 맥 OS 8의 플래티넘 인터페이스와 오픈스텝의 넥스트 기반 인터페이스의 혼합으로 보였다. 이 운영 체제는 맥 OS 기반 응용 소프트웨어를 다른 창에서 열기 위한 블루 박스라는 런타임 환경을 포함하고 있었다. 애플 파일 서비스, 매킨토시 관리자, 퀵타임 스트리밍 서버, 웹오브젝트, 넷부트는 맥 OS X 서버 1.0부터 포함되었다.

### 맥 OS X 서버 10.0 (치타 서버)
출시일: 2001년 5월 21일
맥 OS X 서버 10.0은 새로운 아쿠아 사용자 인터페이스, 아파치, PHP, MySQL, Tomcat, WebDAV 지원, 매킨토시 관리자, 넷부트를 포함한다.

### 맥 OS X 서버 10.1 (푸마 서버)
출시일: 2001년 9월 25일

### 맥 OS X 서버 10.2 (재규어 서버)
출시일: 2002년 8월 23일
맥 OS X 서버 10.2는 업데이트된 애플 오픈 디렉터리와 파일 관리를 포함한다. 또한 넥스트에서 나온 Netinfo 아키텍처 대신 LDAP 기반으로 변화했다. 새로운 워크그룹 관리자의 인터페이스는 설정을 크게 향상시켰다. 또한 넷부트와 넷인스톨에 큰 변화를 주었다. NTP, SNMP, 아파치 HTTP 서버, Postfix, Cyrus, LDAP, AFP, 프린트 서버 등의 많은 네트워크 서비스들이 기본으로 제공되었다. 삼바 3의 탑재는 마이크로소프트 윈도우 클라이언트와 서버와의 단단한 통합을 가능케 해준다. MySQL v4.0.16과 PHP v4.3.7도 탑재되어 있다.

### 맥 OS X 서버 10.3 (팬서 서버)
출시일: 2003년 10월 24일
맥 OS X 팬서 서버는 업데이트된 애플 오픈 디렉터리와 파일 관리를 포함한다. 또한 넥스트에서 나온 Netinfo 아키텍처 대신 LDAP 기반으로 변화했다. 새로운 워크그룹 관리자의 인터페이스는 설정을 크게 향상시켰다. NTP, SNMP, 아파치 HTTP 서버, Postfix, Cyrus, LDAP, AFP, 프린트 서버 등의 많은 네트워크 서비스들이 기본으로 제공되었다. 삼바 3의 탑재는 마이크로소프트 윈도우 클라이언트와 서버와의 단단한 통합을 가능케 해준다. MySQL v4.0.16과 PHP v4.3.7도 탑재되어 있다.

### 맥 OS X 서버 10.4 (타이거 서버)
출시일: 2005년 4월 29일
타이거 서버는 64비트 응용 소프트웨어 지원, 액세스 제어 목록, Xgrid, 링크 집합, 이메일 스팸 필터링 (SpamAssassin), 바이러스 감지 (클램AV, 게이트웨이 설치 어시스턴트, 소프트웨어 업데이트 서버, XMPP 사용 아이챗 서버. 부트 캠프 어시스턴트, 대시보드, 웹로그를 포함한다.
2006년 8월 10일, 애플은 맥 OS X 서버의 첫 유니버설 바이너리 버전인 10.4.7을 출시한다고 밝혔다. 이 버전은 파워PC와 인텔 플랫폼을 동시에 지원한다. 같은 때 애플은 인텔 기반 맥 프로와 Xserve 시스템을 공개했다.

### 맥 OS X 서버 10.5 (레퍼드 서버)
출시일: 2007년 10월 26일
기능
- 간단해진 관리, 새롭게 디자인된 서버 어시스턴트는 주요 서버 애플리케이션, 네트워크 셋팅, 사용자 계정을 설정할 수 있도록 한다. 새로워진 서버 설정 애플리케이션은 주요 서버 서비스를 관리할 수 있도록 해주고, 서버 상태 대시보드는 현재 서버 서비스의 상태와 디스크 공간, CPU 사용량 등을 한 눈에 볼 수 있게 해준다.
- 팟캐스트 프로듀서. 맥 OS X 레퍼드에 포함된 팟캐스트 캡처 프로그램을 이용해서 사용자들은 오디오, 비디오를 캡처할 수 있고, 퀵타임 콘텐츠를 레퍼드 서버로 보낼 수 있다. 콘텐츠가 업로드 되었을 때, 팟캐스트 프로듀서는 거의 어떤 기기에서도 볼 수 있는 최적화된 포맷으로 등록한다.
- 위키 서버. 레퍼드 서버로 사용자는 위키라는 협력형 웹 사이트를 만들 수 있다. 그룹 달력, 블로그. 메일링 리스트 아카이브를 만들 수 있다. 위키 서버 멤버와 함께 블로그 글, 태그, 파일 및 이미지 업로드, 댓글 달기, 키워드 검색 등을 할 수 있다. 위키 서버는 모든 역사를 관리하기 때문에 언제든지 이전 버전의 웹 페이지로 되돌릴 수 있다.
- 아이캘 서버. 레퍼드 서버는 개개인이 달력 및 일정을 쉽게 공유할 수 있는 달력 플랫폼을 가지고 있다. 아이캘 서버는 CalDAV 표준을 지원한 첫 상용 달력 서버다.
- 구조 향상. 레퍼드 서버 릴리즈와 더불어 맥 OS X 서버는 오픈 브랜드 UNIX 03 등록 제품이다. 맥 OS X 서버는 모든 UNIX 03 호환 코드를 컴파일 할 수 있다. 레퍼드 서버의 대부분의 서비스는 64비트이기 때문에 64비트 시스템 하드웨어의 장점을 누릴 수 있다. 또한 레퍼드 서버는 32비트와도 호환되기 때문에 두 응용 소프트웨어는 모두 네이티브 응용 소프트웨어로 동시에 작동될 수 있다.
- PHP, MySQL, Apache와 BIND 버전:

|        | 10.5     | 10.5.1   | 10.5.2   | 10.5.3   | 10.5.4   | 10.5.5   | 10.5.6   | 10.5.7   | 10.5.8   |
| ------ | -------- | -------- | -------- | -------- | -------- | -------- | -------- | -------- | -------- |
| PHP    | 5.2.4    | 5.2.4    | 5.2.4    | 5.2.5    | 5.2.5    | 5.2.6    | 5.2.6    | 5.2.8    | 5.2.11   |
| MySQL  | 5.0.45   | 5.0.45   | 5.0.45   | 5.0.45   | 5.0.45   | 5.0.45   | 5.0.67   | 5.0.67   | 5.0.82   |
| Apache | 2.2.6    | 2.2.6    | 2.2.6    | 2.2.8    | 2.2.8    | 2.2.8    | 2.2.9    | 2.2.11   | 2.2.13   |
| BIND   | 9.4.1-P1 | 9.4.1-P1 | 9.4.1-P1 | 9.4.1-P1 | 9.4.2-P1 | 9.4.2-P2 | 9.4.2-P2 | 9.4.3-P1 | 9.4.2-P3 |

### 맥 OS X 서버 10.6 (스노 레퍼드 서버)
출시일: 2009년 8월 28일
스노 레퍼드는 499달러에 판매되며 무제한 클라이언트 라이선스를 포함한다.
새로운 기능:
- 완전한 64비트 운영 체제. 4GB 이상의 RAM을 가지고 있는 시스템에서는 스노 레퍼드 서버는 64비트 커널을 사용하며 이론적으로 16테라바이트의 메모리를 사용할 수 있다.[4]
- 아이캘 서버 2는 향상된 CalDAV 지원, 새로운 웹 달력 응용 소프트웨어, 푸시 알림, 비 아이캘 사용자에게 이메일 초대장 보내기 등을 지원한다.
- 연락처 서버는 사용자가 개인적 연락처를 저장하고 여러 맥과 동기화된 아이폰의 연락처를 볼 수 있게 한다. CardDAV 프로토콜 표준이다.
- 위키 서버 2, 서버에서의 퀵 룩과 아이폰용 위키 콘텐츠를 지원한다.
- 새로운 메일 서버는 푸시 이메일을 지원해서 사용자들은 새로운 메시지에 대한 즉각적 접근을 할 수 있다. 하지만 이 푸시 이메일은 아이폰을 지원하지 않는다.
- 이후 맥 OS X 라이언부터는 일반적인 맥 OS X과 통합이 된다고 발표했지만 WWDC 2011에서 발표 후 다시 분리되었다. 가격은 $49.99

## 시스템 요구 사항
맥 OS X 서버 10.4의 시스템 요구 사항은 다음과 같다.
|               | 요구 사항                                      |
| ------------- | ---------------------------------------------- |
| 프로세서      | 인텔, 파워PC G5, 파워PC G4, 파워PC G3 프로세서 |
| RAM           | 512MB                                          |
| 하드 드라이브 | 10GB의 여유 공간                               |
| 기타          | 파이어와이어 포트                              |

맥 OS X 서버 10.5의 시스템 요구 사항은 다음과 같다.
|               | 요구 사항                                          |
| ------------- | -------------------------------------------------- |
| 프로세서      | 인텔, 파워PC G5, 파워PC G4 (867 MHz 이상) 프로세서 |
| RAM           | 1GB                                                |
| 하드 드라이브 | 20GB의 여유 공간                                   |

맥 OS X 서버 10.6의 시스템 요구 사항은 다음과 같다.
|               | 요구 사항        |
| ------------- | ---------------- |
| 프로세서      | 인텔 프로세서    |
| RAM           | 2GB              |
| 하드 드라이브 | 10GB의 여유 공간 |

## 기술적 사양
파일 및 프린팅 서비스
- 맥 AFP, 애플톡 PAP, IPP.
- 윈도우 (SMB/CIFS, IPP)
- 유닉스 계열 시스템 (NFS, LPR/LPD, IPP)
- 인터넷 (FTP, WebDAV)

디렉터리 서비스 및 인증
- 오픈 디렉터리 (OpenLDAP, Kerberos, SASL)
- NT 도메인 서비스 (삼바 3)
- 백업 도메인 컨트롤러(BDC)
- LDAP 디렉터리 커넥터
- 액티브 디렉터리 커넥터
- BSD 설정 파일 (/etc)
- RADIUS

메일 서비스
- SMTP (Postfix)
- POP 및 IMAP (도브콧)
- SSL/TLS 암호화 (OpenSSL)
- 메일링 리스트 (메일맨)
- 웹메일 (SquirrelMail)
- 정크 메일 필터링 (SpamAssassin)
- 컴퓨터 바이러스 감지 (클램AV)

캘린더링
- 아이캘 서버 (CalDAV, iTIP, iMIP)

웹 호스팅
- 아파치 웹 서버 (2.2와 1.3)
- SSL/TLS (OpenSSL)
- WebDAV
- 펄 (5.8.8), PHP (5.2), 루비 (1.8.6), 루비 온 레일즈 (1.2.3)
- MySQL 5
- 카피스트라노, 몬그렐

협업 서비스
- 위키 서버 (RSS)
- 아이챗 서버 2 (XMPP)

애플리케이션 서버
- 아파치 톰캣 6
- 자바 SE 가상 머신
- 웹오브젝트 개발 (5.4)
- 아파치 액시스 (SOAP)

미디어 스트리밍
- 퀵타임 스트리밍 서버 6
- 퀵타임 브로드캐스터 1.5

클라이언트 관리
- 관리된 설정
- 넷부트
- 넷인스톨
- 소프트웨어 업데이트 서버
- 포터블 홈 디렉터리

네트워킹과 VPN
- DNS 서버 (BIND 9)
- DHCP 서버
- NAT 서버
- VPN 서버 (L2TP/IPSec, PPTP)
- 방화벽 (IPFW2)
- NTP

배포 컴퓨팅
- Xgrid 2

고 가용성 기능
- 자동 복원
- 파일 시스템 저널링
- IP Failover
- 소프트웨어 RAID
- 디스크 공간 모니터

파일 시스템
- HFS+ (저널링, 대소문자 구분/구분하지 않음)
- FAT
- NTFS (작성 지원은 맥 OS X 스노 레퍼드 서버에서만 가능)
- UFS (읽기 전용)

관리 기능
- 서버 어시스턴트
- 서버 관리
- 서버 설정
- 서버 상태 위젯
- 워크그룹 관리자
- 시스템 이미지 유틸리티
- 보안 셸 (SSH2)
- 서버 모니터
- RAID 유틸리티
- SNMPv3 (Net-SNMP)